# Blankeneser Bahnhofstraße

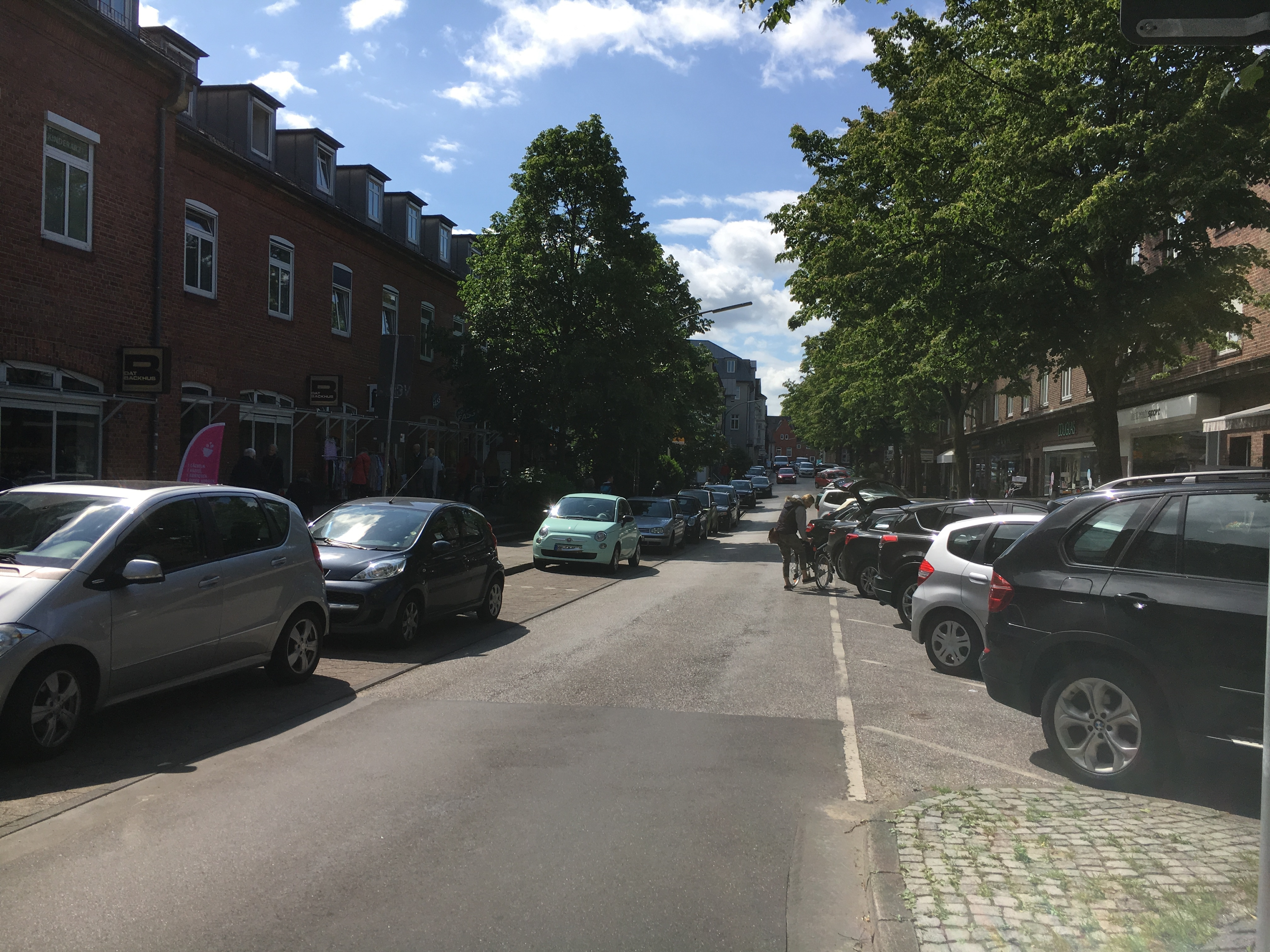
Die Blankeneser Bahnhofstraße (2019), links das ehemalige Postamt

Die Blankeneser Bahnhofstraße ist eine Innerortsstraße und die Haupteinkaufsstraße in Hamburg-Blankenese.

## Lage
Die Blankeneser Bahnhofstraße führt von der Elbchaussee/Blankeneser Hauptstraße im Süden bis zur Kreuzung Blankeneser Landstraße, Sülldorfer Kirchenweg und Erik-Blumenfeld-Platz (ehemals Blankeneser Bahnhofsplatz) im Norden. Eine Stichstraße führt an der Ecke Oesterleystraße westlich zum Hessepark. Diese geht im Park in den Friederike-Klünder-Weg über.

## Bauwerke und Veranstaltungen
An der Straße liegen etwa das Blankeneser Kino (Nr. 4) sowie das ehemalige Postamt (Nr. 27). Die drei Wohnhäuser Nr. 6, 8, und 10, jeweils mit Werkstatt, stehen einzeln und als Ensemble unter Denkmalschutz. Sie sind in ihrer Entstehung vor 1872 datiert. Des Weiteren liegt an der Straße der Blankeneser Markt, der auch zur Bahnhofstraße zählt, und auf dem regelmäßig der Wochenmarkt stattfindet. Anfang der 2020er-Jahre wurde dieser nach langen Diskussionen im Stadtteil umgestaltet und modernisiert. Auch das Hamburger Konservatorium (Nr. 35) hatte einst als Klaer'sches Konservatorium sein Gebäude an der Blankeneser Bahnhofstraße. Auch dieses Haus (1908, umgenutzt 1977 nach dem Umzug des Konservatoriums nach Hamburg-Sülldorf) steht unter Denkmalschutz.
Des Weiteren stehen zwei Kriegerdenkmäler unter Denkmalschutz: Das Kriegerdenkmal 1848/49 (Gedenkstein und Doppeleiche, Ecke Mühlenberger Weg, aus dem Jahr 1898) und das Kriegerdenkmal 1870/71 (Findling unter Eiche, Ecke Oesterleystraße, aus dem Jahr 1895).
Heute ist die Straße die Blankeneser Haupteinkaufsstraße mit vielen traditionsreichen Geschäften, die teils seit Jahrzehnten dort existieren.

## Trivia
In der Blankeneser Bahnhofstraße war früher die Filiale von Tchibo (Nr. 26, heute Parfümerie Douglas), ein Treffpunkt der linken Szene beziehungsweise der 68er. Ulrike Meinhof wohnte nur unweit davon am Blankeneser Bahnhofsplatz.